# أوسامو سيكيتا
أوسامو سيكيتا او (باللغة اليابانية 関田 修 ) كان أوسامو سيكيتا مخرج أنمي وأيضًا فنان قصص مصورة. اشتهر أوسامو سيكيتا بإخراج مسلسلات مثل بيست وارس الثانية، بيست وارس نيو، كروس غيم، فراولة 100% وأيضًا ترانزفورماس: كار روبوتس. واشتهر كذلك برسوم متحركة أصلية للفيديو اوسو !! كاراتي بو، كابتن ماجد و او-جين براند
كان أوسامو سيكيتا عضوًا في دريم فورس  وعمل في إنتاج هال فيلم ميكر وسينيرجي اس بي . كان أيضًا عضوًا في جونيو براند تروست السابق.